# الخرنق بنت بدر
الخرنق بنت بدر بن هفان بن مالك البكرية العدنانية (توفيت نحو 50 ق.هـ-574 م) شاعرة من شعراء الجاهلية. هي أخت طرفة بن العبد من أمه. تزوجها بشر بن عمرو بن مرثد سيد بني أسد الذي قتل يوم كلاب من قبلهم. كان أكثر شعرها في رثائه ورثاء من قتل معه من قومها. كما رثت أخاها طرفة. لها ديوان شعر صغير.